# Rolf Hahn
Rolf Hahn (* 29. Juni 1937 in Köln; † 22. April 2006) war ein deutscher Politiker (CDU).

## Leben und Beruf
Nach dem Besuch der Volksschule und des Gymnasiums studierte Hahn bis 1962 Rechtswissenschaften an den Universitäten Köln und Freiburg. 1967 promovierte er zum Dr. jur. und legte die zweite juristische Staatsprüfung ab. Von 1968 bis 1990 war er Staatsanwalt in Köln, anschließend war er als Rechtsanwalt tätig. CDU-Mitglied wurde er 1978.
Er war verheiratet und hatte drei Kinder.

## Abgeordneter
Vom 31. Mai 1990 bis zum 2. Juni 2005 war Hahn Mitglied des Landtags des Landes Nordrhein-Westfalen. Er wurde jeweils im Wahlkreis Rheinisch-Bergischer Kreis II direkt gewählt. Mitglied des Gemeinderates Overath war er von 1984 bis 1989. Von 1979 bis 1999 gehörte er dem Kreistag des Rheinisch-Bergischen Kreises an.

## Öffentliche Ämter
Von 1989 bis 1999 war er der dreizehnte und letzte ehrenamtlich tätige Landrat des Rheinisch-Bergischen Kreises seit 1945.

## Sonstiges
Am 22. August 1989 wurde ihm das Bundesverdienstkreuz am Bande und 2000 die 1. Klasse verliehen.